# Василівка (Ічнянський район)
Василівка — колишнє село в Україні, у Ічнянському районі Чернігівської області. Підпорядковувалось Парафіївській селищній раді.
Розташовувалося за 6 км на північ від Парафіївки, на висоті 146 м над рівнем моря.
Складалося з єдиної вулиці протяжністю 1 км.
Найімовірніше, виникло у 1920-х роках.
Станом на другу половину 1980-х у селі ніхто не проживав. На карті 1990 року фігурує як урочище Василівка.
22 березня 1991 року Чернігівська обласна рада зняла село з обліку.
Сьогодні територія колишнього села повністю розорана. Неподалік серед полів збереглося кладовище зниклого села.